# Hamish Wilson
Hamish Wilson (ur. 13 grudnia 1942 w Glasgow, zm. 26 marca 2020 w Rutherglen) – brytyjski aktor filmowy i telewizyjny.
Wilson wystąpił w roli Jamiego McCrimmona w dwóch odcinkach brytyjskiego serialu science-fiction pt. Doktor Who. Angaż do tego serialu otrzymał ze względu chorobę Frazera Hinesa, aktora, który grał wcześniej tę rolę.
Zmarł 26 marca 2020 w wyniku zarażenia wirusem COVID-19.

## Filmografia
Źródło:

### Filmy
| Rok  | Tytuł            | Rola           | Uwagi                |
| ---- | ---------------- | -------------- | -------------------- |
| 1961 | Greyfriars Bobby | Hamish         |                      |
| 2009 | The Elemental    | Charlie        | film krótkometrażowy |
| 2011 | The Wicker Tree  | Magnus Tarrant |                      |

### Seriale
| Rok  | Tytuł                       | Rola            | Uwagi                               |
| ---- | --------------------------- | --------------- | ----------------------------------- |
| 1960 | Para Handy – Master Mariner | Hamish          | odc. "Para Handy's Apprentice"      |
| 1965 | The Wednesday Play          | nastolatek      | odc. "A Knight in Tarnished Armour" |
| 1966 | This Man Craig              | różne role      | 3 odcinki                           |
| 1967 | Softly Softly               | Mitch           | odc. "Blackitt's Round"             |
| 1967 | The Revenue Men             | różne role      | 3 odcinki                           |
| 1968 | Doktor Who                  | Jamie McCrimmon | 2 odcinki                           |
| 1969 | The Borderers               | Hughie Scott    | odc. "Wedlock"                      |
| 1969 | Boy Meets Girl              | Eddie           | odc. "Once in Every Lifetime"       |
| 1972 | Adam Smith                  | młody minister  | 2 odcinki                           |
| 1973 | The View from Daniel Pike   | Murray          | odc. "Credit Where It's Due"        |
| 2004 | Taggart                     | Sorley Crawford | odc. "Compensation"                 |
| 2005 | Monarch of the Glen         | Angus Law       | 2 odcinki                           |
| 2007 | Still Game                  | Alec            | odc. "Hogmanay Special: Hootenanny" |